# Nomorhamphus hageni
Nomorhamphus hageni är en fiskart som först beskrevs av Canna Maria Louise Popta 1912.  Nomorhamphus hageni ingår i släktet Nomorhamphus och familjen Hemiramphidae. Inga underarter finns listade i Catalogue of Life.